# Filip Parmski
Filip Parmski, španski princ, vojvoda v Parmi,  Piacenzi in Guastalli, * 15. marec 1720, Madrid, † 18. julij 1765, Alessandria.
Filip je bil tretji sin španskega kralja Filipa V. in njegove druge žene Elizabete Farnese Parmske. Leta 1748 mu je bila z aachenskim mirom dodeljena dediščina rodbine Farnese v Italiji, vojvodine  Parma, Piacenza in Guastalla. Bil je ustanovitelj rodbine parmskih  Burbonov, stranske veje španske dinastije.
1. 1 2  Lundy D. R. The Peerage
2. 1 2  Diccionario biográfico español — Real Academia de la Historia, 2011.
3. ↑  Leo van de Pas Genealogics — 2003.